# Dělnická rada
Dělnická rada byl v 19. a 20. století orgán složený z dělníků nebo jimi volených zástupců, který řídil pracoviště nebo obec (případně zastupoval dělníky vůči zaměstnavatelům).

## Historie

### Konec 19. a počátek 20. století
Myšlenka dělnických rad (tehdy tovární rady) vznikla již v roce 1848 v Německu. Mělo se jednat o rady, složené z dělníků a dílovedoucích na jedné straně a majitele podniku na straně druhé, které by mezi jiným byly prostředníky ve sporech mezi zaměstnanci a zaměstnavateli.
Ve větší míře vznikaly dělnické rady od 2. poloviny 19. století v evropských zemích (zejména ve Francii a Německu) a v USA.
Během německé revoluce (1918–1919) se, obdobně jako v Rusku, dělnické rady měly stát nástrojem moci.

### Bolševické Rusko
V Rusku (později SSSR) vznikaly tyto rady pod názvem sověty (z ruštiny) v období 1905–1907. V roce 1917 se obnovily, vznikly nejen sověty dělnické, ale i rolnické a vojenské, a staly se vedle Prozatímní vlády paralelní součástí státní moci. 
Po bolševické revoluci se staly mocenskými orgány státu. Podle Lenina byly dělnické rady nástrojem pro vznik diktatury proletariátu.

### Prvorepublikové Československo
V období první republiky vznikaly po roce 1918 z iniciativy sociálně demokratické strany, pod vlivem bolševického Ruska, v Československu dělnické rady především na Kladensku, Brněnsku a Mostecku. Ty byly úředně rozpuštěny po generální stávce v roce 1920.

### Druhá polovina 20. století
Od roku 1950 vznikaly v SFRJ, v rámci tzv. samosprávného socialismu, dělnické rady (rady výrobců), na které přešlo řízení podniků (pod dohledem komunistické strany Jugoslávie).

## Rady zaměstnanců v ČR
Pod názvem rada zaměstnanců se v současné legislativě jedná o další subjekt, kromě odborů, zastupující zaměstnance firmy. Existuje-li rada zaměstnanců, je zaměstnavatel povinen ji informovat o činnosti zaměstnavatele, zajistit projednání vhodným způsobem a v dostatečném předstihu před uskutečněním opatření a umožnit o osobní jednání se zaměstnavatelem na příslušné úrovni řízení.

## Historické příklady
- Paříž v roce 1871 (la commune)[10]
- Rusko při Ruské revoluci v roce 1905 a Velké říjnové socialistické revoluci;[11]
- Polsko při Polské Revoluci roku 1905 a Velkopolském povstání [12]
- Mexiko v průběhu Mexické revoluce (1910-1920), Povstalecké zapatistické autonomní obce (1994-současnost) a comités trabajadores ve městě Cherán (2011)
- Německo při Listopadové revoluci v letech 1918-1919